# Gerrit Voorting
Gerardus Petrus „Gerrit” Voorting (ur. 18 stycznia 1923 w Velsen, zm. 30 stycznia 2015 w Heemskerk) – holenderski kolarz szosowy i torowy, srebrny medalista olimpijski.

## Kariera
Największy sukces w karierze Gerrit Voorting osiągnął w 1948 roku, kiedy zdobył srebrny medal w indywidualnym wyścigu ze startu wspólnego podczas igrzysk olimpijskich w Londynie. W zawodach tych wyprzedził go jedynie Francuz José Beyaert, a trzecie miejsce zajął Belg Lode Wouters. Holendrzy z Voortingiem w składzie wystartowali także w drużynie, jednak nie zostali sklasyfikowani. Na tych samych igrzyskach Gerrit wystąpił również na torze – w drużynowym wyścigu na dochodzenie wraz z kolegami odpadł we wczesnej fazie rywalizacji. Poza igrzyskami w wyścigach szosowych startował głównie w Holandii, zajmując między innymi trzecie miejsce w klasyfikacji generalnej Ronde van Nederland w latach 1952 i 1954. Kilkakrotnie startował w Tour de France, wygrywając po jednym etapie w 1953 i 1958 roku. Najlepszy wynik w tym wyścigu osiągnął w 1956 roku, kiedy zajął jedenastą pozycję w klasyfikacji generalnej. Nigdy nie zdobył medalu na szosowych ani torowych mistrzostwach świata.
Jego młodszy brat – Adrie Voorting również był kolarzem, olimpijczykiem w 1952.